# Ena Sedeño
Filomena Sedeño Giménez más conocida como Ena Sedeño (Laguna de Duero, 29 de noviembre de 1899 - Madrid, 21 de diciembre de 1966), fue una actriz española.

## Biografía
Ena Sedeño empezó estudiando para Perito Mercantil, pero su vocación le llevó a estudiar Arte Dramático en Barcelona y en Madrid. Debutó en Valencia, en la compañía del actor Julio del Cerro. Actúa en la obra "El Alcázar de las Perlas". En 1921, actúa en la compañía de Pepe Isbert, en el teatro Eslava de Valencia, junto a Adela Carbone. Probablemente actúa en "La Fuerza del Mal" de Linares Rivas y en "Frente a la Vida" del mismo autor.
Su tumba se encuentra en el Cementerio de La Almudena.